# Cigunung
Cigunung is een bestuurslaag in het regentschap Tasikmalaya van de provincie West-Java, Indonesië. Cigunung telt 3830 inwoners (volkstelling 2010).